# Challenger de Francavilla al Mare 2022
El torneo Internazionali di Tennis d'Abruzzo 2022 fue un torneo de tenis perteneció al ATP Challenger Tour 2022 en la categoría Challenger 50. Se trató de la 4ª edición; el torneo tuvo lugar en la ciudad de Francavilla al Mare (Italia), desde el 16 hasta el 22 de mayo de 2022 sobre pista de tierra batida al aire libre.

## Jugadores participantes del cuadro de individuales
| Favorito | País                               | Jugador                   | Rank1 | Posición en el torneo    |
| -------- | ---------------------------------- | ------------------------- | ----- | ------------------------ |
| 1        | Bandera de Estados Unidos          | Nicolás Moreno de Alborán | 242   | Baja                     |
| 2        | Bandera de Hungría                 | Máté Valkusz              | 264   | Cuartos de final, retiro |
| 3        | Bandera de Brasil                  | Daniel Dutra da Silva     | 266   | Segunda ronda            |
| 4        | Bandera de Italia                  | Matteo Arnaldi            | 275   | CAMPEÓN                  |
| 5        | Bandera de Canadá                  | Alexis Galarneau          | 300   | Semifinales              |
| 6        | Bandera de Argentina               | Hernán Casanova           | 305   | Semifinales, retiro      |
| 7        | Bandera de Francia                 | Mathias Bourgue           | 307   | Cuartos de final         |
| 8        | Bandera de la República Dominicana | Nick Hardt                | 312   | Primera ronda            |
| 9        | Bandera de Ucrania                 | Oleksii Krutykh           | 314   | Primera ronda            |

- 1 Se ha tomado en cuenta el ranking del 9 de mayo de 2022.

### Otros participantes
Los siguientes jugadores recibieron una invitación (wild card), por lo tanto ingresan directamente al cuadro principal (WC):
- Matteo Arnaldi
- Matteo Gigante
- Francesco Maestrelli

Los siguientes jugadores ingresan al cuadro principal tras disputar el cuadro clasificatorio (Q):
- Paweł Ciaś
- Davide Galoppini
- Omar Giacalone
- Harold Mayot
- Gian Marco Ortenzi
- Arthur Reymond

## Campeones

### Individual Masculino
- Matteo Arnaldi derrotó en la final a  Francesco Maestrelli, 6-3, 6–7(7), 6-4

### Dobles Masculino
- Dan Added /  Hernán Casanova derrotaron en la final a  Davide Pozzi /  Augusto Virgili, 6–3, 7–5